# 茶と銀の装いのフェリペ4世
『茶と銀の装いのフェリペ4世』(ちゃとぎんのよおそいのフェリペよんせい、西: Felipe IV de castaño y plata、英: Philip IV in Brown and Silver) は、バロック絵画のスペインの巨匠ディエゴ・ベラスケスが1631-1632年にキャンバス上に油彩で描いた肖像画で、スペイン国王フェリペ4世を表している。ベラスケスは約40年の間に国王の肖像を数多く描いたが、本作は画家が第1回目のイタリア滞在から帰国後 (1631-1632年) に最初に手掛けた国王の肖像である (1635年ごろの制作という見方もある)。作品は本来、ブエン・レティーロ宮殿に所蔵されていたが、ナポレオンの兄でスペイン王ホセ1世として即位したジョゼフ・ボナパルトによりデソール (Dessolles) 将軍に寄贈され、スペインから持ち去られた。1888年に競売に付された際にロンドンのナショナル・ギャラリーが落札し、以後ナショナル・ギャラリーに所蔵されている。

## 作品
フェリペ4世は通常、非常に地味な服装で描かれた。ゆえに、画面に見られる異例なほど華美な服装は、本作が何か特別な機会を祝うために制作されたことを示唆している。フェリペ4世は、赤いベルベットの布が掛かった簡素な木の机の横に立っている。彼の背後のカーテンはベルベットの布と同じ赤色である。彼の表情は内面を表していないが、自己主張をしており、服装は彼の権力を伝えている。テーブルの上にあるフェリペ4世の帽子は、繊細な羽根で装飾されている。彼は金羊毛騎士団の徽章を金鎖の上に着け、片手を剣の柄に載せている。
フェリペ4世は左手に請願書の形を取っている紙片をもっているが、この紙片にはベラスケスの署名と「国王付き画家」という記名があり、彼の王への忠誠を宣言していると思われる。ベラスケスは作品に署名することはほとんどなく、自身が重要だとみなした作品にのみ署名をした。王はすべての絵画のためにポーズを取ったわけではないが、本作はベラスケスが王を前にして描いたもので、その頭部はベラスケスと工房による他の半身ないし全身肖像画の原型となった。 
本作に見られる王のポーズは、スペインの王室肖像画に伝統的なものであるが、1620年代のフェリペ4世の姿とはかなり異なっている。とりわけ口髭と顎鬚は、以前の肖像画には見られなかったものである。1629年に皇太子バルタサール・カルロス・デ・アウストリアが誕生した後の1632年、マドリードのサン・へロニモ (San Jerónimo) 教会で誓約式 (カスティーリャの貴族たちが皇太子に忠誠を誓う儀式) が執り行われたが、この誓約式は国王の治世で最も重要な儀式の1つであった。当時の記述によると、その際に王が身に着けていた服装は、この絵画に見られるようなものであった。ベラスケスはおそらく、この機会を記念すべく本作を制作するよう委嘱されたのであろう。
この絵画は、批評家たちがベラスケスの様式に前印象主義というラベルを貼る根拠をなしてきた作品で、スペインの宮廷肖像画家であったアントニス・モル、アロンソ・サンチェス・コエリョらによる公式肖像画からは遠く隔たっている。それら画家たちの肖像画は伝統や方式、規範といったものに束縛されているが、この種の束縛から自身を解放しつつあったベラスケスは、本作において絵画技法の実験をしている。
不格好なハプスブルク家特有の下顎や王の顔がパッチワーク状の絵具で立体的な描かれているのに対し、衣服はヴェネツィア派のティツィアーノやティントレットに触発された自由な筆遣いによる斑点やシミで表されている。衣服は他の部分より少し後から、非常に長い筆で描かれたらしい。接近すると偶発的に塗られたように見える絵具が、距離を置くと輝かしい衣服を覆うきらめく銀の刺繍の幻影を、見事な光と質感の印象を生み出す。本作は画家の作品中最も保存状態がよいものの1つであり、表面の効果はとりわけ幻惑的なものである。

## 関連作品

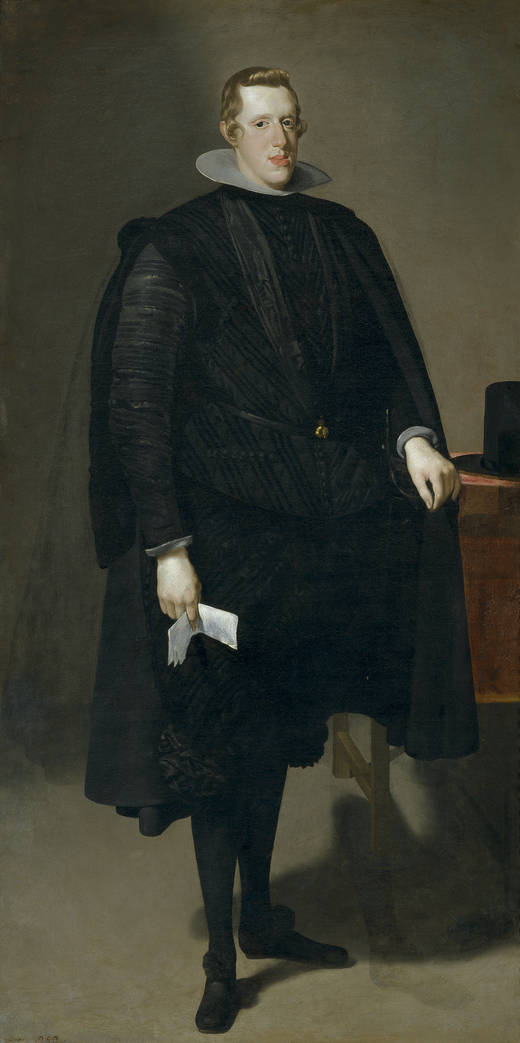
ディエゴ・ベラスケス『フェリペ4世』 (1623年)、プラド美術館
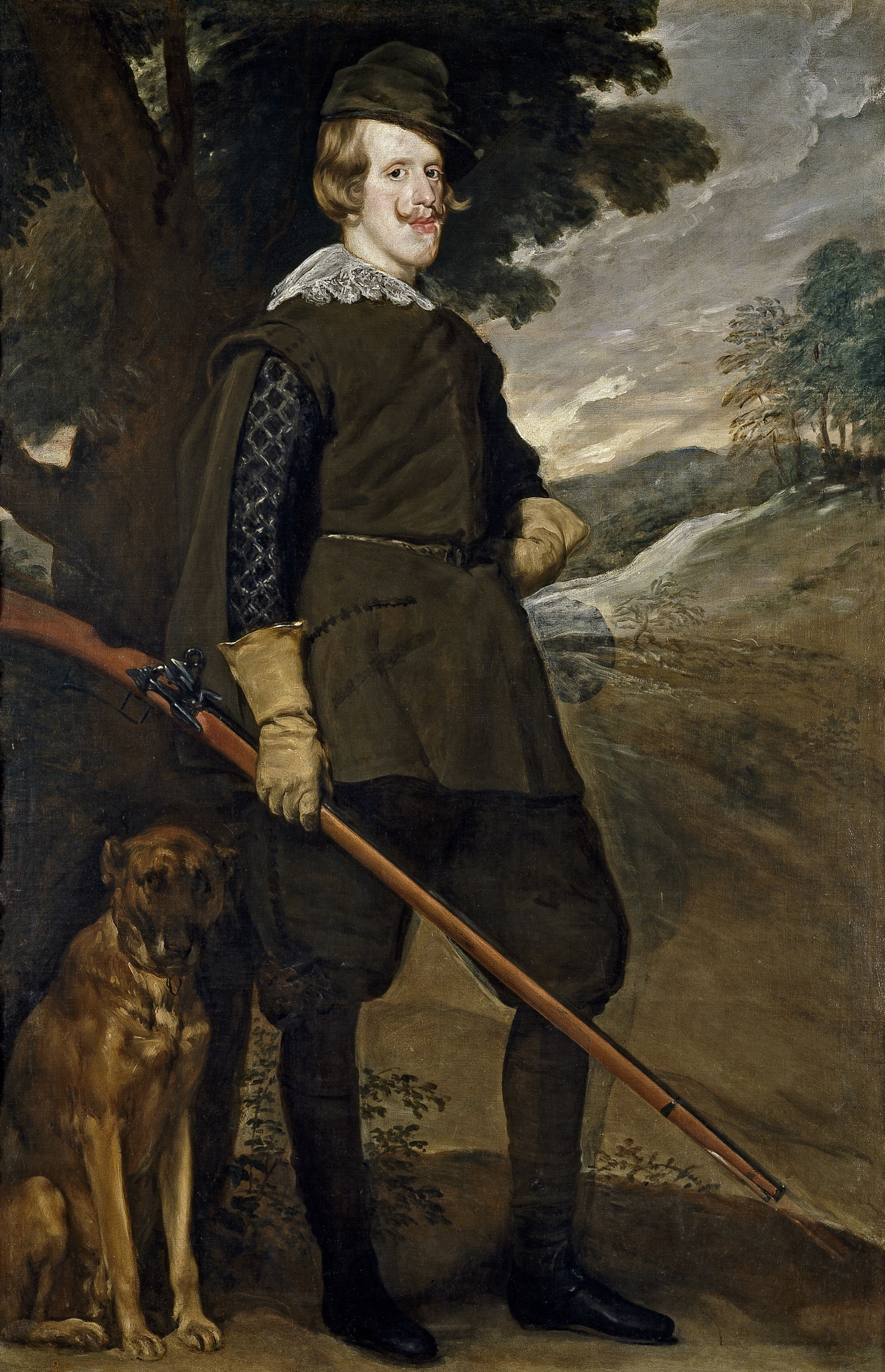
ディエゴ・ベラスケス『狩猟服姿のフェリペ4世』 (1632-1634年)、プラド美術館
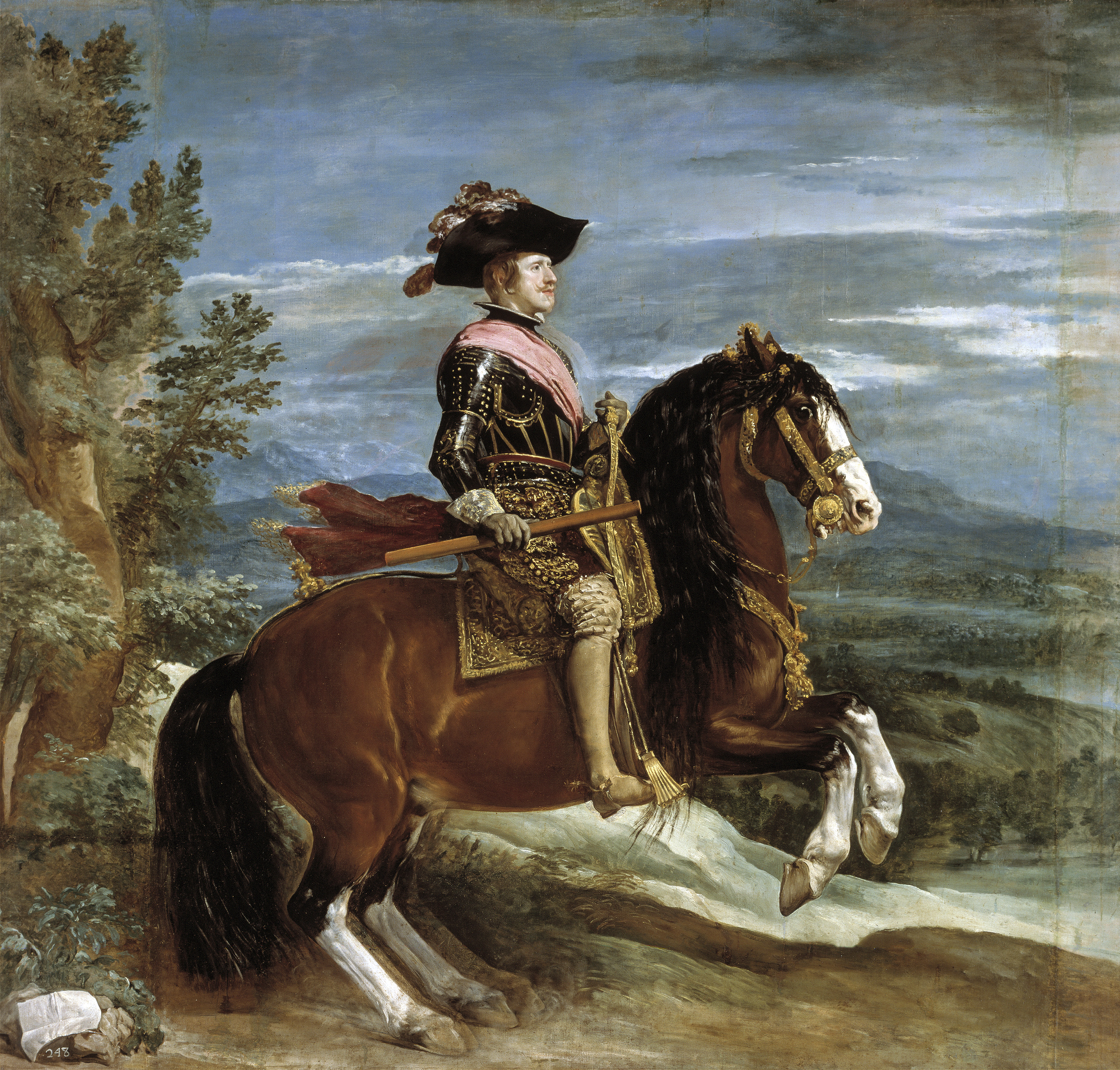
ディエゴ・ベラスケス『フェリペ4世騎馬像』 (1635年ごろ)、プラド美術館
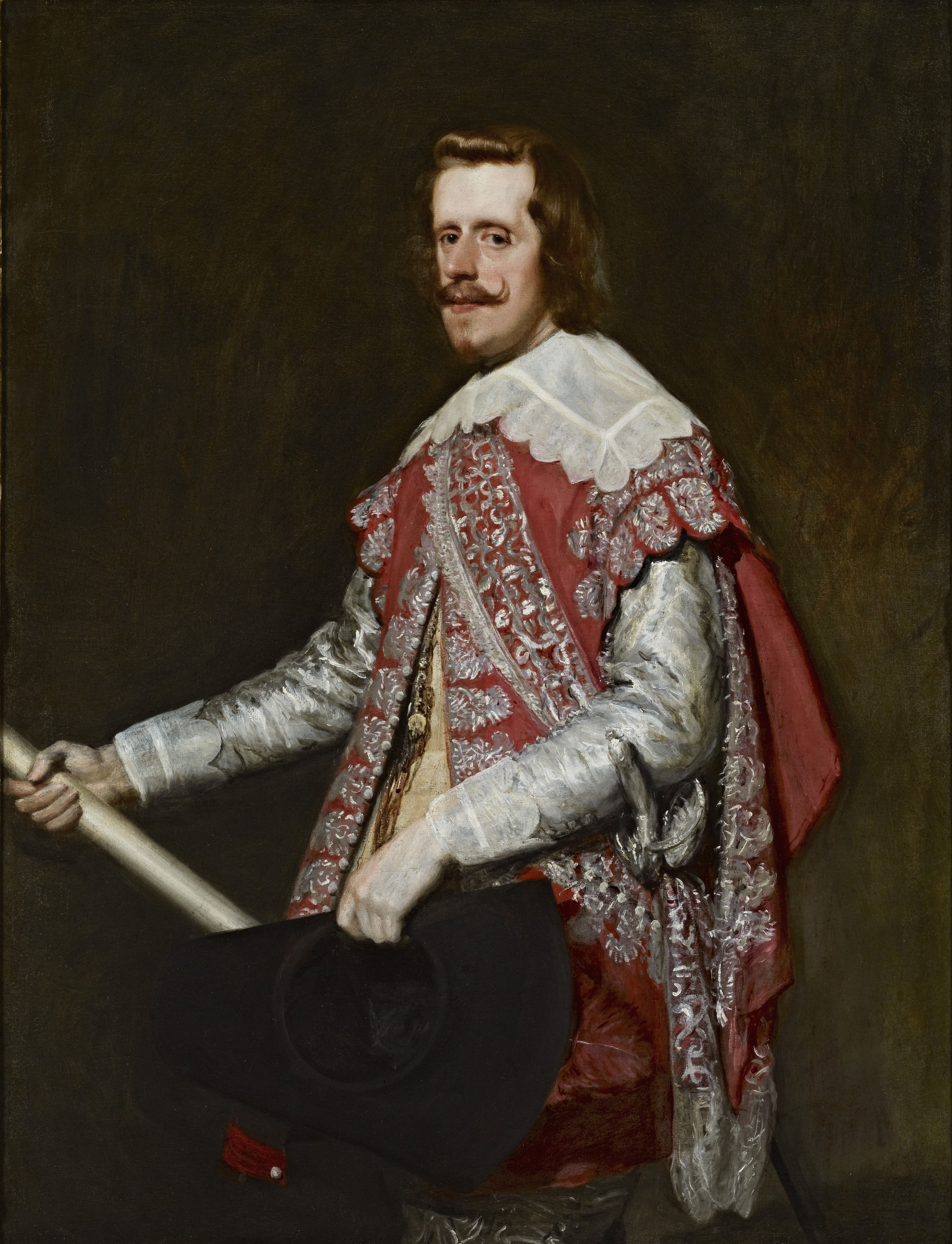
ディエゴ・ベラスケス『フラガのフェリペ4世の肖像』(1644年)、フリック・コレクション 、ニューヨーク
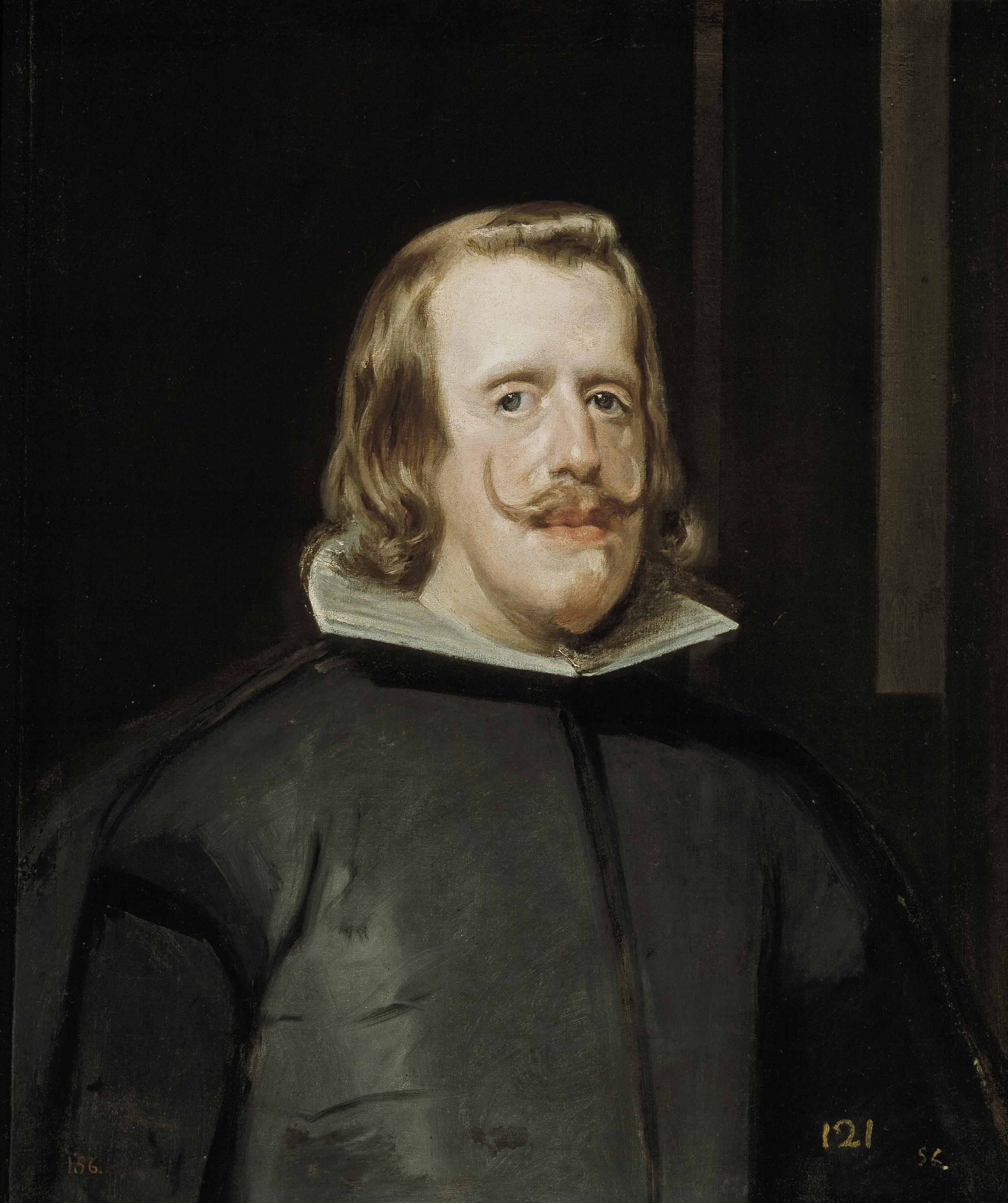
ディエゴ・ベラスケス『フェリペ4世』(1653年)、プラド美術館